# La Faute (mini-série)
Pour les articles homonymes, voir La Faute.
La Faute est une mini-série dramatique française, réalisée par Nils Tavernier, diffusée pour la première fois, en France, du 22 au 29 novembre 2018 sur M6 et, en Belgique, du 8 au 15 janvier 2019 sur RTL TVI.

## Synopsis
Chloé et Lucie sont deux adolescentes inséparables. Leurs mères, Lisa et Claire sont également amies. Peu de temps après le viol et la séquestration d'une autre adolescente, Lucie disparaît à son tour. Lisa, la mère de Chloé, se sent fautive. En effet, ce soir-là, Lucie devait dormir chez son amie. Cette dernière étant malade, la nuit entre copines devait être annulée mais, chacune comptant sur l'autre, ni Lucie, ni sa mère n'ont été mises au courant. Chacun croyant Lucie chez l'autre, personne ne s'est inquiété.

## Fiche technique
- Réalisation : Nils Tavernier
- Sociétés de production : VAB Productions, Make It Happen Studio, avec la participation de M6
- Créé par Sébastien Daugreilh, Laurent Bertoni et Paula Daly
- Durée : 4 x 52 minutes
- Langue : français
- Pays : France
- Genre : Drame, Thriller
- Dates de premières diffusions :
  -  France : 22 et 29 novembre 2018 sur M6[1]
  -  Belgique : du 8 au 15 janvier 2019 sur RTL TVI[2]

## Distributions[3]
- Valérie Karsenti : Lisa Tedesco
- Natacha Lindinger : Claire Riverti
- Philippe Lelièvre : Matt Tedesco
- Éric Savin : Guy Riverti
- Jina Djemba : Johanne Buttigier
- Paul Lefèvre : Charles Rudet
- Nicolas Wanczycki : Nicolas Munoz
- Julie Palmier : Alexa Gervais
- Lucie Fagedet : Chloé Tedesco
- Delphine Lacheteau : Lucie Riverti
- Marie Berto : Mathilde
- Benjamin Bellecour : Adam Gervais
- Romain Vollenweider : Jules Tedesco
- Léo Vollenweider : Tom Tedesco
- Leonard Stutzmann : Arthur Riverti
- Salomé Granelli : Inès Courtois
- Pasquale D'Inca : Le Guennec
- Thomas Baillet : Sanier
- Rebecca Potok : Jackie
- Laura Dary : Juliette Roure
- Magali Bonat : la proviseure
- Alain Blazquez : Dr Chambaz
- Jacques Chambon : Georges
- Emma Philippe : l'infirmière
- Magdalena Malina : Irina
- Philippe Baron : Mickael
- Clément Morinière : l'informaticien
- Olivia Brunaux : Madame Roure
- Christiane Cayre : la vieille dame
- Maxime Jullia : l'infirmier
- Amandine Longeac : la policière
- Cyrille Constantin : l'entraîneur

## Adaptation
La mini-série est l'adaptation du roman What Kind of Mother Are You? de Paula Daly.

## Réception critique
Moustique loue les « belles images » et les « superbes interprétations » qui font que « le programme séduira les amateurs de thrillers ». Pour Ouest-France, la mini-série « ménage parfaitement le suspense et traite habilement du thème de la culpabilité ». Les acteurs sont également qualifiés d'« excellents » avec une mention spéciale pour Valérie Karsenti. Télé 7 jours y voit « un regard sociétal sur les mères d’aujourd'hui ». Le journaliste ajoute qu'« on oublie vite les petites incohérences policières et on se laisse porter jusqu’au dénouement ! ». Après avoir loué le jeu de Valérie Karsenti, « impeccable dans la peau de Lisa Tedesco, une mère de famille débordée et en admiration devant sa meilleure amie Claire Riverti (Natacha Lindinger), stéréotype de la mère parfaite et donc un brin agaçante », L'Express  juge que « malgré un pitch vu et revu [...] et quelques ficelles scénaristiques trop faciles, cette adaptation en quatre épisodes, signée Nils Tavernier, du best-seller britannique de Paula Daly se regarde pour la justesse du jeu de ses acteurs, la beauté renversante des paysages glacés de Haute-Savoie et son dénouement imprévisible ». Dans Télérama, Sébastien Mauge loue lui aussi l'inteprétation et la « mise en scène de Niels Tavernier [qui] met en valeur le cadre à la fois splendide et menaçant de la Haute-Savoie » mais estime que « ce thriller au féminin — les hommes sont tous largués — n’évite pas les fautes de goût (l'humour maladroit, la musique envahissante) et s'inscrit finalement dans le tout-venant de la fiction française ».